# 氷室村 (栃木県)
氷室村（ひむろむら）は栃木県の南西部、安蘇郡に属していた村である。

## 地理
- 山岳 - 氷室山、尾出山、高原山、岳ノ山、大鳥屋山
- 河川 - 秋山川

## 歴史
- 1889年（明治22年）4月1日 町村制施行により、柿平村、水木村、秋山村が合併し安蘇郡氷室村が成立する。
- 1955年（昭和30年）1月8日 （旧）葛生町、常盤村と合併し葛生町を新設する。
- 2005年（平成17年）2月28日 葛生町が（旧）佐野市、田沼町と合併し佐野市を新設する。

## 行政
- 氷室村長

| 代 | 氏名         | 就任                       | 退任                       | 備考 |
| -- | ------------ | -------------------------- | -------------------------- | ---- |
| 1  | 影山雄七郎   | 1889年（明治22年）4月21日  | 1890年（明治23年）5月25日  |      |
| 2  | 関口忠太郎   | 1890年（明治23年）5月26日  | 1894年（明治27年）5月25日  |      |
| 3  | 広瀬勝三郎   | 1894年（明治27年）5月26日  | 1898年（明治31年）5月25日  |      |
| 4  | 里見仙栄     | 1898年（明治31年）5月26日  | 1898年（明治31年）11月20日 |      |
| 5  | 関口忠太郎   | 1898年（明治31年）11月25日 | 1901年（明治34年）5月27日  |      |
| 6  | 亀山敏太郎   | 1901年（明治34年）5月28日  | 1901年（明治34年）11月20日 |      |
| 7  | 高実子章三郎 | 1901年（明治34年）11月26日 | 1904年（明治37年）6月18日  |      |
| 8  | 関口祐次郎   | 1904年（明治37年）6月19日  | 1906年（明治39年）6月17日  |      |
| 9  | 須藤幸次郎   | 1906年（明治39年）6月20日  | 1908年（明治41年）11月26日 |      |
| 10 | 牧子茂市     | 1908年（明治41年）11月30日 | 1911年（明治44年）8月15日  |      |
| 11 | 広瀬時次     | 1911年（明治44年）8月20日  | 1915年（大正4年）8月19日   |      |
| 12 | 亀山唯一郎   | 1915年（大正4年）8月23日   | 1916年（大正5年）5月10日   |      |
| 13 | 関口祐次郎   | 1916年（大正5年）5月15日   | 1917年（大正6年）12月28日  |      |
| 14 | 広瀬光四郎   | 1917年（大正6年）12月31日  | 1922年（大正11年）5月1日   |      |
| 15 | 広瀬時次     | 1922年（大正11年）5月15日  | 1927年（昭和2年）7月26日   |      |
| 16 | 里見仙悦     | 1927年（昭和2年）9月1日    | 1931年（昭和6年）8月31日   |      |
| 17 | 長谷川藤六   | 1931年（昭和6年）10月1日   | 1935年（昭和10年）9月30日  |      |
| 18 | 影山谷司     | 1935年（昭和10年）10月10日 | 1937年（昭和12年）1月23日  |      |
| 19 | 関口守一郎   | 1937年（昭和12年）2月12日  | 1939年（昭和14年）3月24日  |      |
| 20 | 里見仙悦     | 1939年（昭和14年）5月3日   | 1941年（昭和16年）3月31日  |      |
| 21 | 里見仙寿     | 1941年（昭和16年）5月3日   | 1945年（昭和20年）11月26日 |      |
| 22 | 亀山亮作     | 1947年（昭和22年）4月8日   | 1951年（昭和26年）4月23日  |      |
| 23 | 須藤喜与市   | 1951年（昭和26年）4月28日  | 1955年（昭和30年）1月7日   |      |

出典:『栃木県町村合併誌 第三巻下』, p. 198